# テリー (犬種)
テリー（英：Terry）は、イギリスのスコットランド西部原産のテリア犬種のひとつである。

## 歴史
いつごろ作出されたのか、どの犬種が作出に用いられたのかなど、詳細な資料が現存せず不明な点が多いテリア犬種である。スコットランド西部で古くから使役されていたワーキング・テリア犬種の一種で、フォックス・テリアの原始種であったとも言われている。
犬種名の由来についてもいくつかの説があり、単にテリアの名が砕けたものであるとする説や、地中に潜って作業をすることからラテン語の土を意味する言葉が砕けてつけられたとする説などが存在する。尚、本種は「テリア」というグループ名の由来になったとする説が存在するが、詳しいことは明らかでない。
主にアナグマやキツネを狩るのに用いられていた。嗅覚で獲物を捜索し、発見すると追いかけて巣穴の中へ追い詰める。追い詰めると自身も穴にもぐって獲物と戦い、地上におびき寄せるか、そのまま地中で仕留めて引きずり出した。
現在は絶滅しており、その姿を見ることは出来ない。存命時も価値の高い犬種であると見なされていなかったため、他の地域へ輸出されたことなども無かった。

## 特徴
スムース・フォックス・テリアやワイア・フォックス・テリアに似た容姿をしているが、頭部はそれらよりも短く、丸みを帯びている。筋肉質の引き締まった体つきをしていて、脚が長い。耳は半立ち耳、尾は垂れ尾だが短く断尾した。コートはスムースとワイアーの2タイプがあり、毛色は砂色。小型犬サイズで、性格は知的で状況判断力が高く勇敢だが、気が強く頑固な「テリア・キャラクター」という気性が濃かったといわれる、生粋の作業犬種である。